# Felipe Morenés
Felipe Morenés Botín-Sanz de Sautuola, més conegut com a Felipe Morenés (Nova York, 1986) és un empresari i banquer espanyol.

## Biografia
Fill gran del matrimoni entre Ana Botín, Presidenta del Grupo Santander i Guilermo Morenés, net I marquès de Borghetto, una família de terratinents amb propietats al Parc Nacional de Doñana. És el gran de tres germans, Javier i Pablo. Va néixer a Nova York el 1986 i va estudiar política econòmica a la Universitat de Georgetown. En acabar els estudis fou contractat pel banc UBS Investment Banking, on va treballar durant cinc anys. Posteriorment, el 2013 es va incorporar al fons d'inversió de capital risc Lone Star, des d'on va treballar promovent inversions financeres a Espanya. Allà va conèixer Juan Pepa, i es van especialitzar en gestionar actius de risc, el que es coneix com a fons voltor. El 2014 va crear la seva primera empresa a Espanya, Alpha Capital FLM 1, que es dedicava a la compravenda, administració i tinença de participacions socials, actius financers i valors cotitzables o no a mercats oficials.

### Stoneshield capital
El març de 2018 Morenés i Pepa van fundar conjuntament el fons d'inversió Stoneshield Capital, amb seu a Luxemburg, des d'on opera empreses com l'immobiliària Neinor Homes, que havia sigut la immobiliària de Kutxabank. Stoneshield captial s'estructura mitjançant una combinació de quatre empreses (Stoneshield Holding Sàrl, Stoneshield GP Sàrl, Stoneshield Investment Fund SCA SICAV-RAIF i Stoneshield Southern Real Estate Holding Sàrl. El gener de 2022 fou nomenat conseller dominical de Neinor Homes. També ha participat com accionistes minoritaris a Micampus, el segon grup de residències universitàries més gran d'Espanya.
Stoneshield Holding Sàrl també té com a sòcia una empresa del Grup Atitlan, dirigida per Roberto Centeno, gendre de Juan Roig.

### Banc Santander
El desembre de 2023 es va fer públic que Morenés esdevindria conseller independent de Santander México, la filial mexicana del Grup Santander.

### Àmbit privat
Durant els anys 2000 va ser parella de la dissenyadora suïssa, Fiorina Benveniste-Schuler, i es van arribar a comprometre, però després es van separar. Més endavant, el setembre de 2016 es va casar amb Julia Puig a l'Església de Sant Martí, a Cantabria. Puig és l'hereva de la família Puig, nissaga empresarial vinculada a la perfumeria. Puig i Morenés es coneixien des de nens. Tenen dues filles. Li agrada jugar al golf.